# Mississippi State Bulldogs football
La squadra di football dei Mississippi State Bulldogs rappresenta l'Università statale del Mississippi. I Bulldogs competono nella Football Bowl Subdivision (FBS) della National Collegiate Athletics Association (NCAA) e nella West Division della Southeastern Conference. I Bulldogs sono attualmente allenati da Zach Arnett, che è stato nominato capo-allenatore poco dopo la morte del suo predecessore Mike Leach il 12 dicembre 2022. Mississippi State ha vinto un titolo della SEC nel 1941 e un titolo di division nel 1998, oltre ad essere apparsa per 16 volte nei bowl di fine stagione. Tra le proprie file, la squadra ha avuto 38 All-American e 124 futuri giocatori della NFL. I Bulldogs disputano le loro gare interne al Davis Wade Stadium at Scott Field, il secondo più vecchio stadio della NCAA Division I-FBS, con una capacità di 61.337 posti a sedere.

## Titoli

### Stagione 1940
I Mississippi State Bulldogs terminarono la stagione 1940 con un record di 10-0-1 e sconfissero Georgetown 14-7 nell'Orange Bowl, con vittorie chiave su Florida, Alabama e Ole Miss, mentre pareggiarono con Auburn 7-7. I Bulldogs terminarono al nono posto nel sondaggio dell'Associated Press, mentre Minnesota fu dichiarata campione nazionale da tutti i maggiori selettori. Alcuni tifosi dei Bulldog rivendicano il titolo di campioni nazionali 1940 per Mississippi State, cosa non fatta invece dall'istituto.

### Titoli di conference
| Stagione             | Conference           | Allenatore           | Record | Record conf. |   |
| -------------------- | -------------------- | -------------------- | ------ | ------------ | - |
| 1941                 | SEC                  | Allyn McKeen         | 8-1-1  | 4-0-1        |   |
| Titoli di conference | Titoli di conference | Titoli di conference | 1      | 1            | 1 |

## Scelte del primo giro del Draft NFL
Undici giocatori dei Bulldogs sono stati scelti nel primo giro del Draft NFL:
- 1949 Harper Davis
- 1956 Art Davis
- 1959 Billy Stacy

- 1975 Jimmy Webb
- 1982 Glen Collins
- 1982 Johnie Cooks

- 1983 Michael Haddix
- 1996 Eric Moulds
- 1996 Walt Harris

- 2011 Derek Sherrod
- 2012 Fletcher Cox